# تادي ماتياشيتش
تادي ماتياشيتش (بالسلوفينية: Tadej Matijašić)‏ مواليد 7 يونيو 1994 في ليوبليانا، سلوفينيا، هو لاعب كرة يد سلوفيني يلعب كجناح أيسر. لعب في بداياته معه نادي جورينيه فيلينيه لكرة اليد.